# 徐演
徐演（1426年—？），字文敷，湖廣荊州右衛軍籍，明朝政治人物。同進士出身。

## 生平
景泰元年（1450年）以開平衛軍學生中式庚午科順天府鄉試第五名。天順四年（1460年）庚辰科會試，得第十名，殿試登進士第三甲第六十七名。

## 家族
曾祖父徐子文。祖父徐普榮。父亲徐忠。